# 乌拉赞拜·叶高拜
乌拉赞拜·叶高拜（1935年12月13日—2007年10月4日），中国哈萨克族作家，新疆裕民人，中共党员。历任新疆日报记者、编辑，伊犁日报记者、编辑，新疆民间文艺家协会常务理事。

## 生平
1935年12月13日出生。1954年毕业于新疆党校政治理论专业。1955年开始发表作品。1992年加入中国作家协会。因病于2007年10月4日在哈萨克斯坦阿拉木图逝世。